# Krass Optik

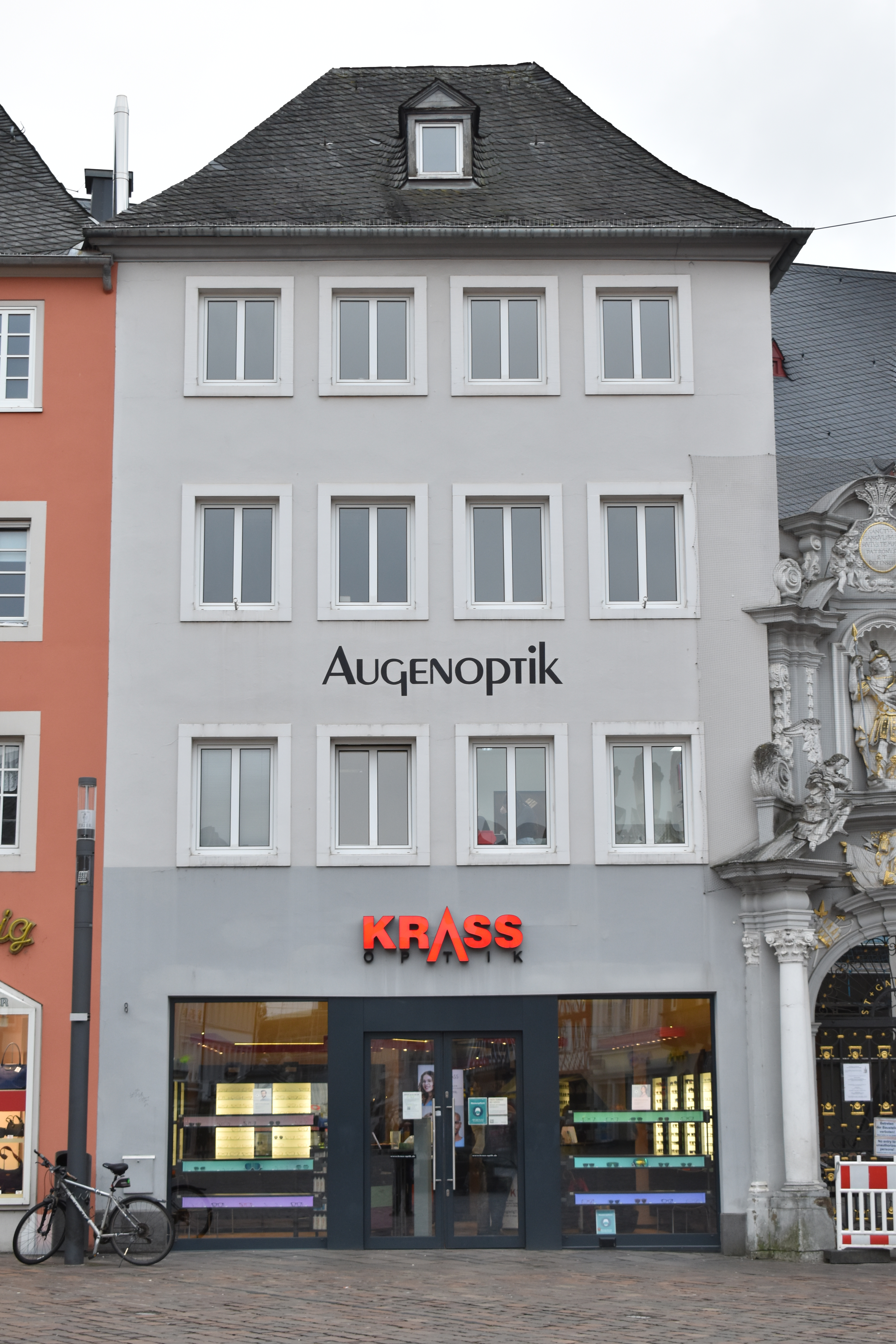
Krass-Optik-Filiale in Trier

Krass Optik ist eine Augenoptik-Marke der Görtz + Krass Optik GmbH mit über 80 Filialen in Deutschland (Stand: August 2022). Unternehmensschwerpunkt ist der Verkauf von Brillen und Kontaktlinsen. Die Dienstleistungszentrale des Unternehmens befinden sich in Dornach-Aschheim im Landkreis München.

## Sortiment
Zum Sortiment gehören Brillen, Sonnenbrillen und Kontaktlinsen sowie entsprechende Pflegeprodukte.

Bis Mitte der 2010er-Jahre bot Krass Optik seinen Kunden auch Markenbrillen aus dem Portfolio der beiden größten Lizenzinhaber Marchon und Luxottica an. Heute vertreibt Krass ausschließlich Brillen der gleichnamigen Eigenkollektion KRASS.

## Ladenbau
Krass Optik platziert seine Filialen hauptsächlich in Einkaufszentren auf Ladenflächen von ca. 50 m². Das Raumkonzept des Ladenbaus, bei dem künstlich erhöhte Fußböden im Bereich der Augenprüfung, belegt mit Riffelblech-Platten, welche darunter Lagerfläche für Ware bieten, sorgt gleichzeitig dafür, dass es keinen barrierefreien Zugang zur Augenprüfung gibt.

## Werbung und Verkaufsschulungen
Krass Optik verzichtet gänzlich auf Werbung in TV, Radio und Printmedien. Die prämierten Werbegrafiken unter den Motti Die Brille macht das Gesicht für Brillen und Free your Eyes für Kontaktlinsen finden in den Filialen in Form vom Postern, Bannern, Postkarten und den Rückseiten der Mitarbeiter-Visitenkarten Anwendung.
Ebenso wie bei der Werbung investiert Krass Optik statt in die mediale Außendarstellung seiner Produkte und Dienstleistungen in deren Verkauf selbst. Die intensiven, hausinterne Verkaufsschulungen der Krass Mitarbeiter, in den Themenbereichen Körpersprache, Rhetorik, Persönlichkeitsprofile und Akquise (auch telefonische Kaltakquise) sind für diese Branche eher untypisch.